# ФК Осер
ФК Осер (фр. Association de la Jeunesse auxerroise) је професионални француски фудбалски клуб из Осера и тренутно игра у Другој лиги Француске. Клуб је основан 1905. године и утакмице као домаћин игра на стадиону Абе-Дешан.

## Познати бивши играчи
- Бруно Мартини
- Басил Боли
- Филип Мексес
- Бакари Сања
- Енцо Скифо
- Жан Алан Бумсонг
- Абу Дијаби
- Јан Лауе
- Ђибрил Сисе
- Ерик Кантона
- Андреј Сармах
- Фабјан Кул
- Јаја Саного